# 카를 슈만
카를 슈만(독일어: Carl Schuhmann, 1869년 5월 12일 ~ 1946년 3월 24일)은 독일의 선수로 뮌스터에서 태어났으며 아테네에서 열린 1896년 하계 올림픽에서 체조와 레슬링 종목에서 4개의 금메달을 땄다. 역도에도 참가했다.
슈만은 평행봉과 철봉 종목에서 우수한 성적을 낸 독일 체조팀 선수다. 단체 평행봉, 단체 철봉, 도마에서 금메달을 땄다. 평행봉, 링, 안마, 철봉 개인 종목에도 출전했지만 좋은 성적을 내지는 못했다. 이 중에서 유일하게 알려진 성적은 그가 링 종목에서 5위를 차지했다는 것이다.

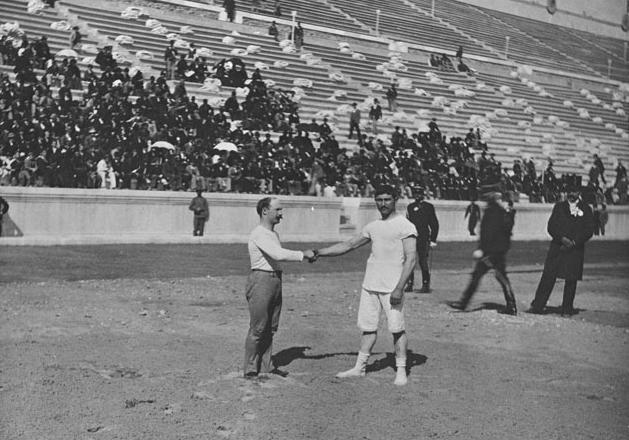
슈만(왼쪽)이 레슬링 경기 시작 전에 악수를 하고 있다.

슈만은 레슬링 경기에도 참가했고 다른 선수보다 체격이 작았지만 우승을 했다. 1라운드에서 그는 영국의 론서스턴 엘리엇을 만났으며 엘리엇은 역도의 한손 종목에서 우승을 한 자였다. 슈만은 그를 쉽게 이겼다. 준결승은 부전승으로 결승전에 진출했다. 결승전에서 그는 그리스의 게오르기오스 치타스와 상대했다. 경기는 40분동안 진행됐으며 그 후로는 너무 어두워져서 다음날 경기하기로 했다. 다음날 아침, 슈만은 그를 쉽게 이기고 금메달을 차지했다.
그는 역도에도 출전했으나 메달을 따지는 못했다.
슈만은 멀리뛰기에 출전한 9명의 선수 중 하나였지만 그의 성적에 대해 아는 것은 그가 4위 이내에 들지 못했다는 것 뿐이다. 세단 뛰기에서는 5위를 차지했으며 포환던지기에서는 5~7위를 한 것으로 보인다.
슈만은 현재 용상이라고 알고 있는 역도 양손 경기에서 4위를 차지했다. 그는 그리스의 게오르기오스 파파시데리스와 같은 90.0kg을 들어서 4위를 차지했다.
그는 1946년에 베를린에서 죽었다.